# Oberea sanghirica
Oberea sanghirica är en skalbaggsart som beskrevs av Stefan von Breuning 1962. Oberea sanghirica ingår i släktet Oberea och familjen långhorningar.
Artens utbredningsområde är Sulawesi. Inga underarter finns listade i Catalogue of Life.